# Argyroderma pearsonii
Argyroderma pearsonii är en isörtsväxtart som först beskrevs av Nicholas Edward Brown, och fick sitt nu gällande namn av Schwant. Argyroderma pearsonii ingår i släktet Argyroderma och familjen isörtsväxter. Inga underarter finns listade i Catalogue of Life.

## Bildgalleri

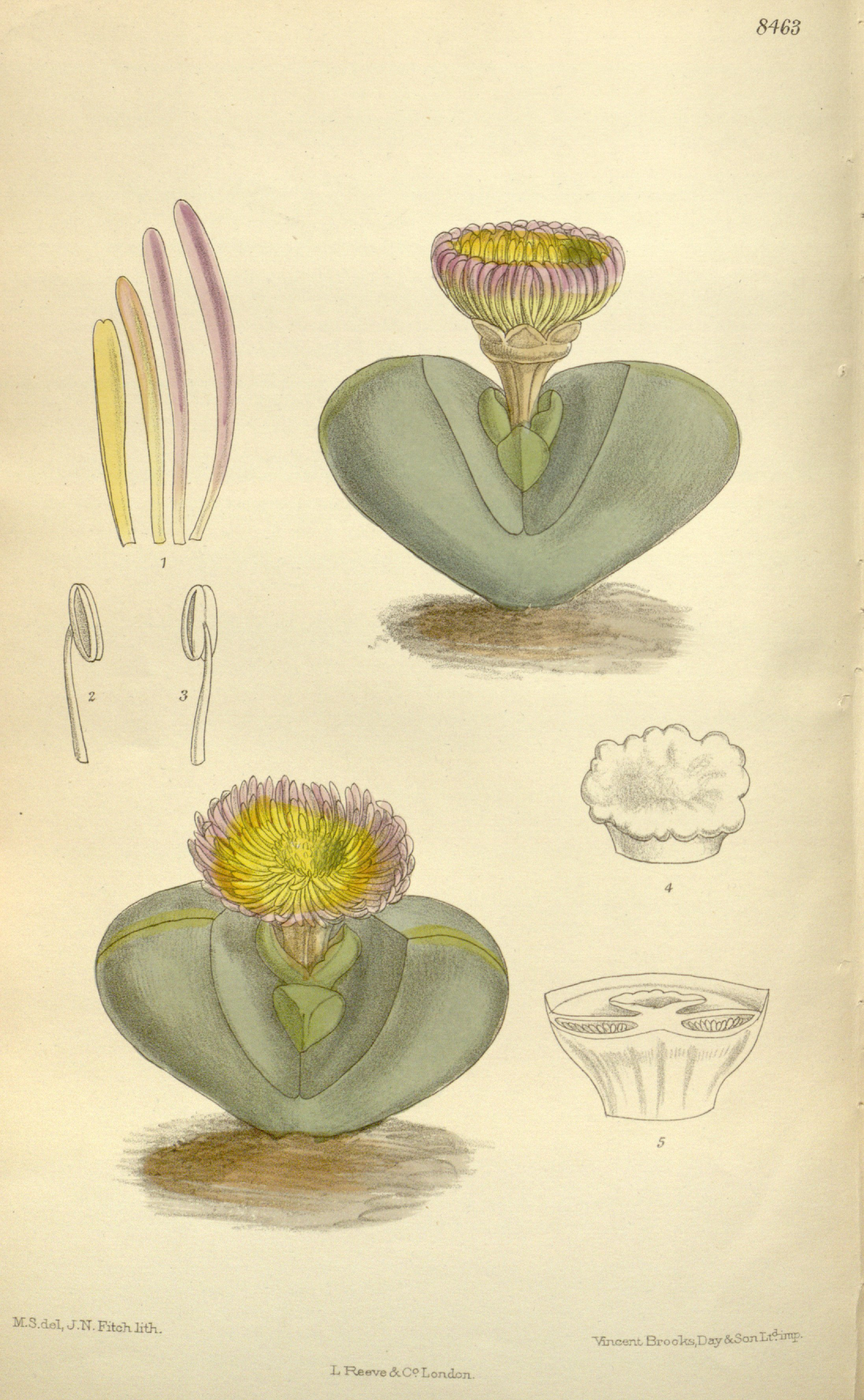
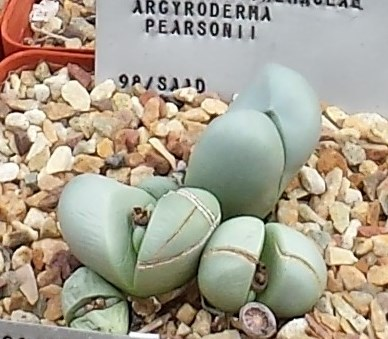